# Ein Walzer mit dir
Ein Walzer mit dir è un film del 1943 scritto e diretto da Hubert Marischka.

## Produzione
Il film fu prodotto dalla Berlin-Film.

## Distribuzione
Distribuito dalla Deutsche Filmvertriebs (DFV), uscì nelle sale cinematografiche tedesche il 12 febbraio 1943. In Finlandia venne distribuito il 27 giugno dello stesso anno con il titolo Valssi sinun kanssasi, mentre in Ungheria venne tradotto come A lázadó férj.